# Хасмонеї

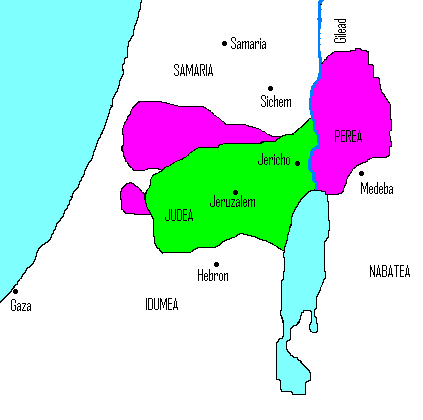
Юдея за часів Йонатана Хасмонея
Стан на 160 р. до н. е.
Завойовані території

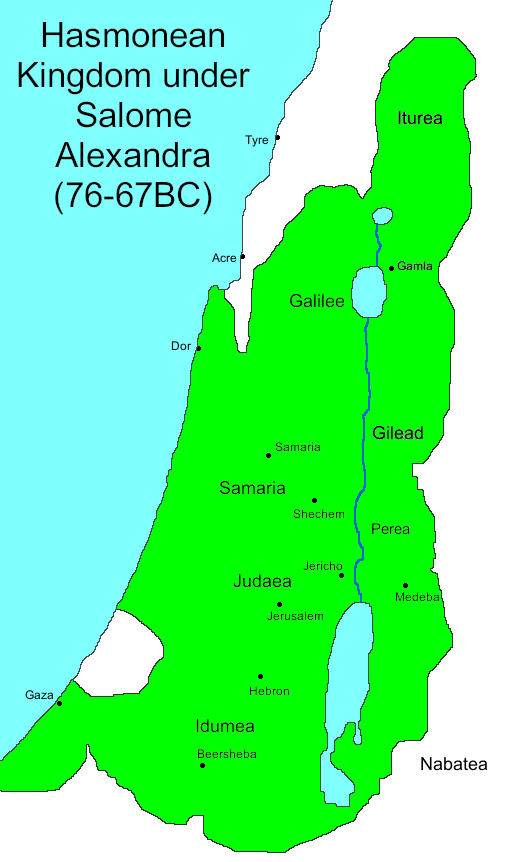
Володіння Хасмонеїв у 141 — 63 р. до н. е.

Хасмонеї (ממלכת החשמונאים, Mamlekheth haHash'mona'im) — рід правителів Юдеї священницького походження з поселення Модіїн, який походив з Макавеїв.
Після повстання Макавеїв 165 р. до н. е. засновано незалежну юдейську державу ,що була захоплена Селевкідами.
Нащадки Хасмонеїв правили Юдеєю з 152 по 37 роки до н. е. Вони були вождями народа з самого початку повстання проти Селевкідів 167 р. до н. е. Хасмонейські правителі були одночасно і первосвященниками та сформували релігійно орієнтовану систему державного правління.

## Історія правління
Першим керівником повсталих Маккавеїв був священник (Коген) Маттафія Хасмоней (Маттітьягу), а потім його третій син Юда (Ієгуда) Макавей. Після загибелі Юди вождем, а потім і первосвященником став молодший з братів — Йонатан. У результаті зрадницької змови був убитий і він. 140 р. до н. е. офіційно обраним правителем, первосвященником і головнокомандувачем Юдеїв став другий син Маттафії — Симон (Шім'он). З цього моменту ведеться формальний відлік правління династії Хасмонеїв.
За часів Хасмонеїв був єдиний в історії випадок насильницького навернення інших народів в юдаїзм. Йоханан Гіркан навернув в юдаїзм ідумеїв — нащадків Ісава, що мешкали в Негеві і Північному Синаї.
Саме Хасмонеї привели до Юдеї нових загарбників. Римляни були запрошені до Юдеї для участі в громадянській війні, що вибухнула між прихильниками двох братів Хасмонеїв, що не поділили між собою престол. Це втручання обернулося окупацією Єрусалима, а згодом — втратою єврейської державності в Ерец-Ісраель на дві тисячі років — до 1948 р.
Кінець династії Хасмонеїв був трагічний. Один з підданих, що служив при правительському палаці, влаштував переворот — і сам став правителем, заснувавши нову династію, знищивши всіх нащадків Хасмонеїв. Його звали Ірод. Походив з Едому, який Хасмонеї насильно навернули в юдаїзм.

## Династія Хасмонеїв
- Юда Макавей, (165—160 р. до н. е)
- Йонатан Хасмоней, (160—143 р. до н. е)
- Симон Хасмоней, (143—135 р. до н. е)
- Йоханан Гіркан, (135—104 р. до н. е)
- Арістобул I, (104—103 р. до н. е)
- Александр Яннай, (103-76 р. до н. е)
- Саломея Александра, (76-67 р. до н. е)
- Арістобул II, (67-63 р. до н. е)

Первосвященики:
- Йоханан Гіркан ІІ, (63-40 р. до н. е)
- Антигон II (Хасмоней), (40-37 р. до н. е)
- Арістобул III, (35 р. до н. е)